# شیروم
شیروم (کره‌ای: 씨름; لاتین‌نویسی اصلاح‌شده: ssireum) یا کشتی کره‌ای یک سبک کشتی و ورزش ملی باستانی کره است که در قرن چهارم آغاز شد. در ساختار مدرن، هر ورزشکار یک کمربند (ساتبا) می‌بندد که آن را به دور کمر و ران می‌پیچد. در این رقابت از یکسری تکنیک که آسیب یا صدمه کمی به حریف وارد می‌کند، استفاده می‌شود: رقیبان کمربند (ساتبا) یکدیگر را می‌گیرند و با آوردن هر قسمت از بالای زانوی بدن حریف به زمین، پیروز می‌شوند. شبه جزیره کره معتقد است که نقاشی‌های دیواری روی مقبره‌های کشتی گوگوریو، کشتی کره‌ای را به تصویر می‌کشند.  نقاشی‌های دیواری روی مقبره‌های کشتی، دو نفر را نشان می‌دهد که کمربند و بندهای پای یکدیگر را گرفته‌اند و سعی می‌کنند با نیروی زیاد یکدیگر را به زمین بزنند، که شبیه کشتی مدرن کره‌ای است. این قدیمی‌ترین سابقه تاریخی کشتی کره‌ای است. با این حال، محققان چینی معتقدند که نقاشی‌های دیواری روی مقبره‌های کشتی گوگوریو، نبرد تن به تن گسترده را به تصویر می‌کشند.

## نگارخانه

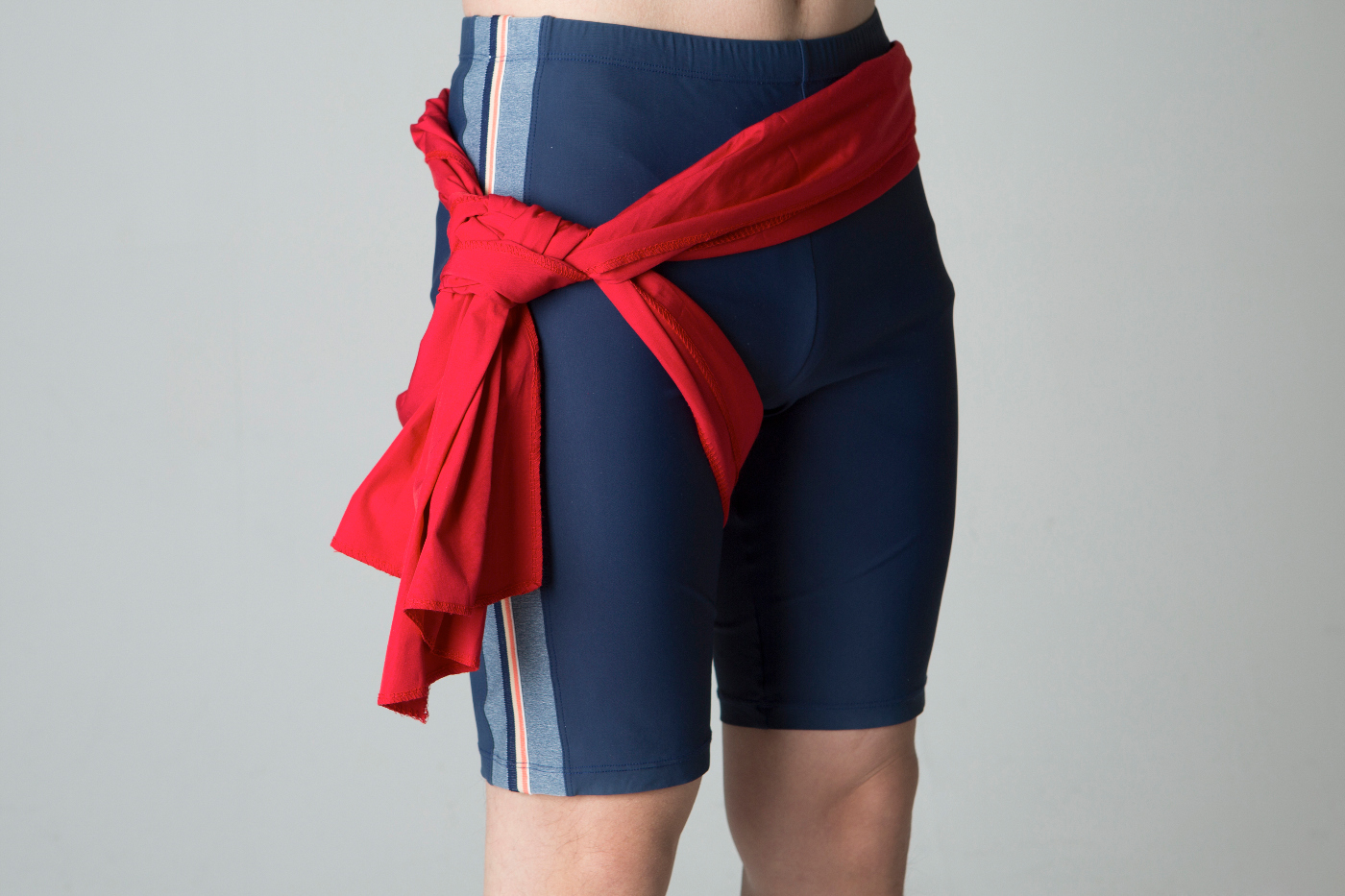
ساتبا (پهلو)
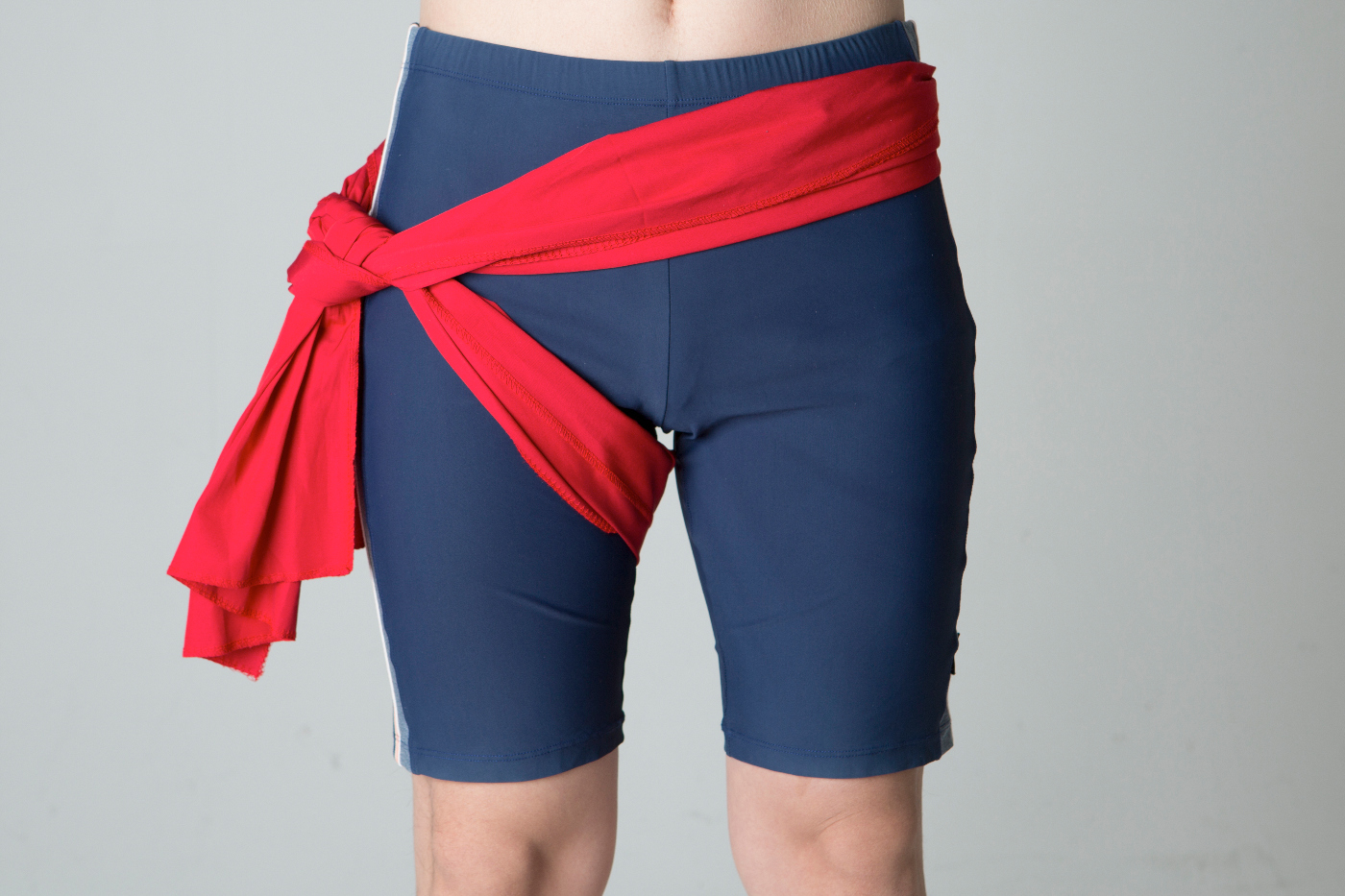
ساتبا (جلو)
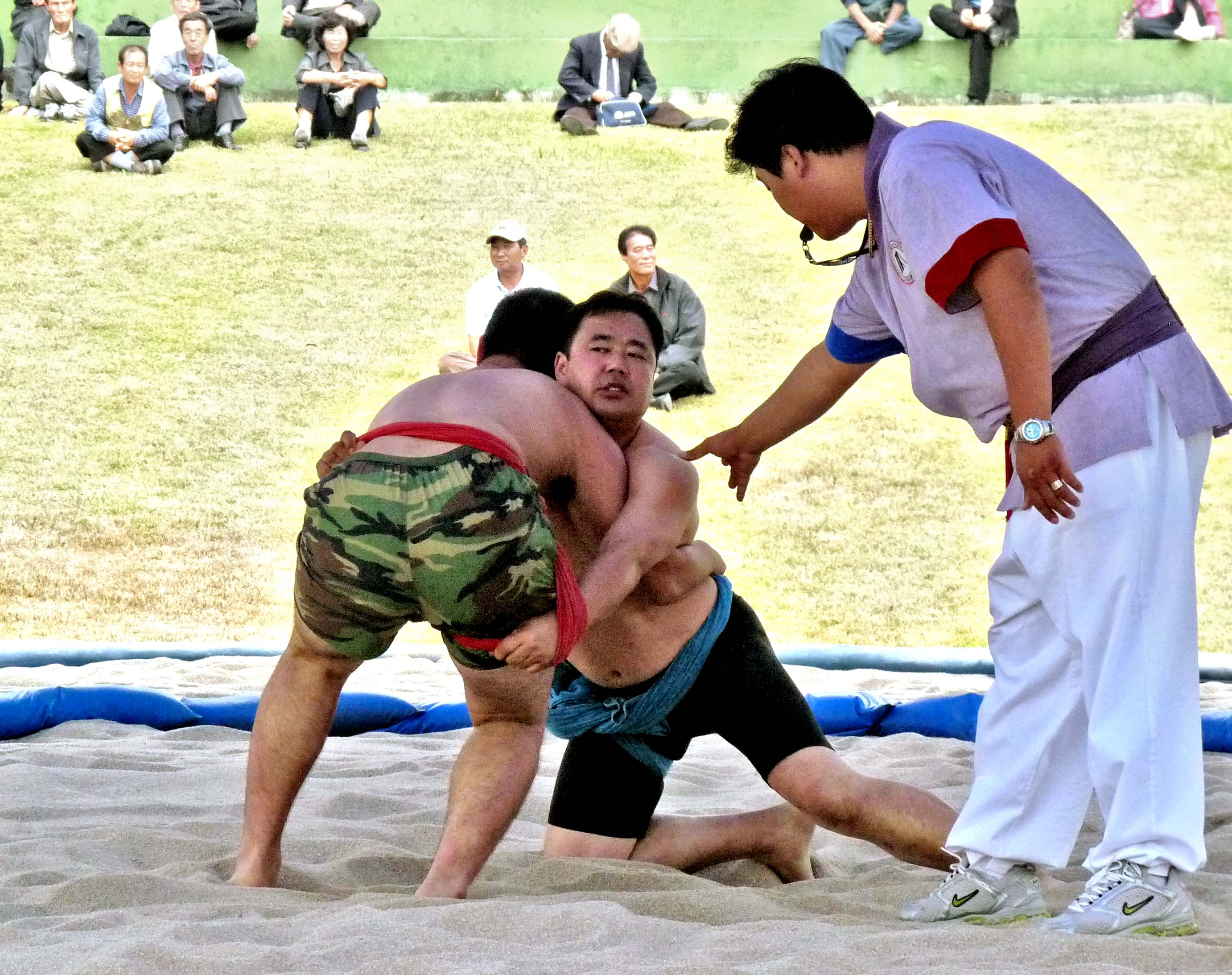
یک مسابقه شیروم در سال ۲۰۰۸
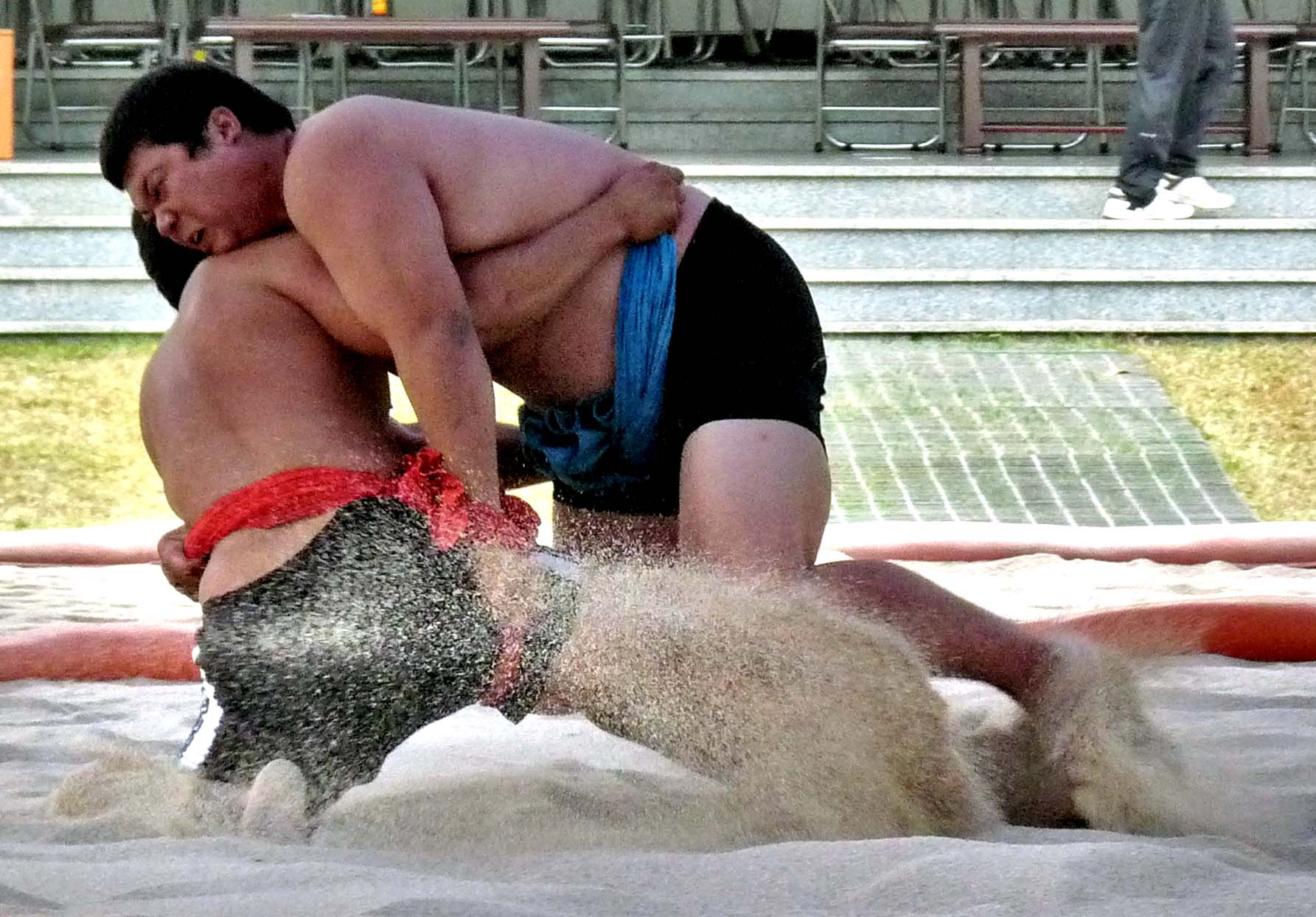
یک مسابقه شیروم در سال ۲۰۰۸